# Груздов, Иван Васильевич
Иван Васильевич Груздов (18 мая 1902, ст. Морозовская, область Войска Донского, Российская империя —  1969, Алтайский край, РСФСР, СССР) — советский военачальник, полковник (1942).

## Биография
Родился 18 мая 1902 года на станции Морозовская, ныне город Морозовск Ростовской области. До службы в армии  работал на станции Морозовская Юго-Восточной железной дороги ремонтным рабочим службы пути, с января 1916 года — учеником слесаря службы тяги.

### Военная служба

#### Гражданская война
В Гражданскую войну добровольно 10 декабря 1917 года вступил рядовым в железнодорожный отряд «Забей Ворота». При отступлении отряд отходил с шахтерами и луганскими рабочими на Царицын. В Царицыне в июле 1918 года попал в 1-й железнодорожный коммунистический батальон при 10-й армии и служил в бронелетучках, курсировавших по Владикавказской железной дороге. Затем был помощником машиниста и пулеметчиком на бронепоезде «Ленин», с апреля 1919 года — красноармейцем бронебазы при штабе 10-й армии. В составе этих частей воевал на Южном фронте против войск генерала А. И. Деникина.

#### Межвоенные годы
В мае 1921 года направлен курсантом в 1-ю объединенную военную школу им. ВЦИК в Москве. После завершения обучения в октябре 1924 года назначен командиром пулеметного взвода 111-го стрелкового полка 37-й стрелковой дивизии ЗапВО в г. Речица. Член ВКП(б) с 1925 года. С августа 1928 по сентябрь 1929 года находился на Военно-политических курсах им. Ф. Энгельса в Ленинграде. Вернувшись в полк, он проходил службу политруком роты, командиром роты, начальником штаба батальона и начальником боепитания полка. В августе 1938 года назначен командиром 109-го стрелкового полка 37-й стрелковой дивизии БОВО. В июле 1939 года дивизия была передислоцирована в город Омск. В сентябре она была переформирована в мотострелковую, а 109-й стрелковый полк — в 20-й мотострелковый. В ноябре дивизия была направлена на Северо-Западный фронт и участвовала в Советско-финляндской войне. Полк под командованием майора  Груздова принимал участие в боях за Питкяранта, острова Максиман-саари и Петяя-саари, обеспечивал выход из окружения 18-й стрелковой дивизии южнее и севернее Леметти. За боевые отличия командир полка подполковник  Груздов был награжден орденом Красной Звезды. В августе 1940 года 37-я стрелковая Краснознаменная дивизия была переведена в БОВО и дислоцировалась в городе Витебск, а через месяц  Груздов убыл на учебу на курсы «Выстрел».

#### Великая Отечественная война
С началом войны в июле 1941 года окончил курсы и был назначен командиром 1031-го стрелкового полка 280-й стрелковой дивизии, формировавшейся в МВО. В конце августа дивизия вошла в состав 3-й армии Брянского фронта и вела тяжёлые оборонительные бои на реке Десна севернее города Почеп.
В начале октября в ходе начавшейся Орловско-Брянской оборонительной операции дивизия попала в окружение и отходила с боями в направлении Ельца. В районе станции Борщёвка её части были отрезаны от главных сил армии и фронта. Полк под командованием подполковника Груздова прикрывал отход штаба дивизии. 16 октября остатки дивизии оказались в Борщёвском лесу, после чего мелкими группами выходили из окружения. Лишь 28 октября Груздов с остатками полка в количестве 75 человек сумел выйти к своим в районе города Ливны. Сдав личный состав на укомплектование частей 13-й армии, убыл в распоряжение штаба фронта. В ноябре был назначен командиром 654-го стрелкового полка 148-й стрелковой дивизии. Полк в это время был временно придан 283-й стрелковой дивизии 3-й армии и вёл оборонительные бои в районе города Ефремов. В конце декабря  полк  был расформирован.
В январе 1942 года принял командование 858-м стрелковым полком 283-й стрелковой дивизии, находившейся в это время в резерве армии. С мая 1942 года дивизия находилась в обороне, прикрывая дороги, идущие из Орла на Тулу и Москву. В феврале 1943 года она провела частную наступательную операцию по прорыву обороны противника и захвату плацдарма на западном берегу реки Ока в районе Городище Орловской области. Затем дивизия была переброшена в район Мценска и заняла оборону во втором эшелоне 3-й армии. В ходе Курской битвы с 19 июля части дивизии перешли в наступление, форсировали реку Неполодь и устремились по Волховскому шоссе в направлении на город Орел.
С августа 1943 года полковник Груздов исполнял должность заместителя командира 283-й стрелковой дивизии. В составе 3-й армии Брянского фронта участвовал с ней в Брянской наступательной операции. За успешное форсирование рек Десна, Ипуть и других водных рубежей дивизия была награждена орденом Красного Знамени. В начале октября она вместе с армией была передана Центральному фронту (с 20 октября — Белорусский) и провела две частные операции, в ходе которых были захвачены два плацдарма на реке Сож в районе Клинской петли. С ноября части дивизии принимали участие в Гомельско-Речицкой наступательной операции и освобождении города Гомель, за что дивизия получила почетное наименование «Гомельская». С 21 декабря 1943 года по 14 января 1944 года Груздов временно командовал этой дивизией. В феврале 1944 года она успешно действовала в Рогачевско-Жлобинской наступательной операции, с выходом на реке Езва, где перешла к прочной обороне.
С 3 июня по 4 июля 1944 года Груздов состоял в распоряжении Военного совета 1-го Белорусского фронта, затем был назначен заместителем командира 143-й стрелковой Конотопско-Коростеньской Краснознаменной ордена Суворова дивизии. В составе 129-го стрелкового корпуса 47-й армии участвовал с ней в Белорусской, Люблин-Брестской наступательных операциях. С 15 августа был переведен на ту же должность в 185-ю стрелковую Панкратовскую дивизию. Её части в это время вышли на Варшавский внешний обвод и вели бои по прорыву Варшавского укрепрайона противника. За успешные действия по овладению крепостью Прага (предместье Варшавы) дивизии было присвоено наименование «Пражская». В период с 11 по 24 ноября Груздов временно командовал этой дивизией, находившейся в обороне в районе северо-западнее Праги. С 15 января 1945 года дивизия перешла в наступление и участвовала в Висло-Одерской, Варшавско-Познанской, Восточно-Померанской и Берлинской наступательных операциях. Ее части отличились при освобождении Варшавы, окружении группировки противника в городе Шнайдемюль, в боях за город Пиритц и ликвидации плацдарма противника восточнее и юго-восточнее Штеттина, в овладении городом Альтдамм и форсировании реки Одер, в прорыве вражеской обороны восточнее города Штаргард и выходе на побережье Балтийского моря в районе города Кольберг, в наступлении севернее Берлина и овладении городами Бернау и Бранденбург. За успешные действия дивизия была награждена орденом Суворова 2-й степени.

#### Послевоенное время
После войны со 2 июля 1945 года  состоял в резерве Военного совета ГСОВГ. 14 декабря 1945 года полковник  Груздов уволен в отставку по болезни.

## Награды
- орден Ленина (21.02.1945)[4][5]
- четыре ордена Красного Знамени (24.06.1943[6], 04.11.1943[7],  03.11.1944[5][8], 05.03.1945[9])
- орден Отечественной войны I степени (07.10.1944)[10]
- орден Красной Звезды (14.05.1941)[11]
- медали в том числе:
  - «XX лет Рабоче-Крестьянской Красной Армии» (1938)[9]
  - «За победу над Германией в Великой Отечественной войне 1941—1945 гг.» (1945)
  - «За взятие Берлина» (1945)
  - «За освобождение Варшавы» (1945)

## Память
- В Курганский областной краеведческий музей были сданы его именной немецкий пистолет, папаха, ордена и некоторые документы.